# المصبار (عبس)

تعديل مصدري - تعديل

المصبار هي إحدى قرى عزلة الوسط بمديرية عبس التابعة لمحافظة حجة، بلغ تعداد سكانها 260 نسمة حسب تعداد اليمن لعام 2004.